# Ruda u Kojákovic
Ruda u Kojákovic je přírodní rezervace v okrese České Budějovice. Nachází se v Třeboňské pánvi dva kilometry severovýchodně od Kojákovic. Rezervace zahrnuje rybník Ruda a nivu potoka, který se do Rudy vlévá. Je součástí chráněné krajinné oblasti Třeboňsko. Rozkládá se na ploše 45,3 ha. Byla vyhlášena v roce 1991.
Předmětem ochrany je mělká část rybníka Ruda s ostrovy, dále přilehlé louky, rašelinné slatiniště a jehličnatý les. Lokalita je hnízdištěm řady druhů ptáků − především jedním z několika českých hnízdišť rybáka černého (Chlidonias niger), který tvoří malou kolonii v počtu okolo pěti párů.

## Galerie

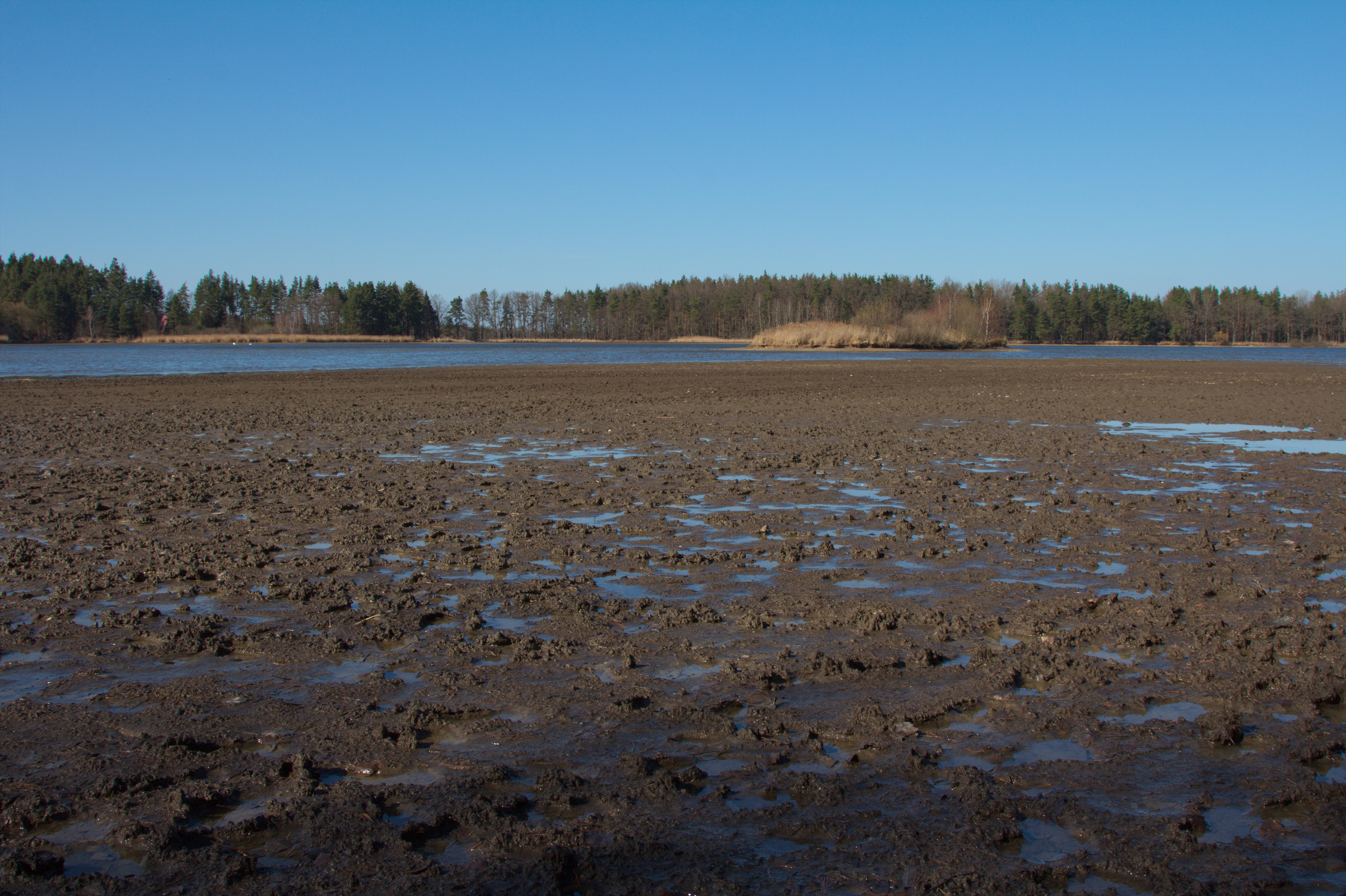
Obnažené dno
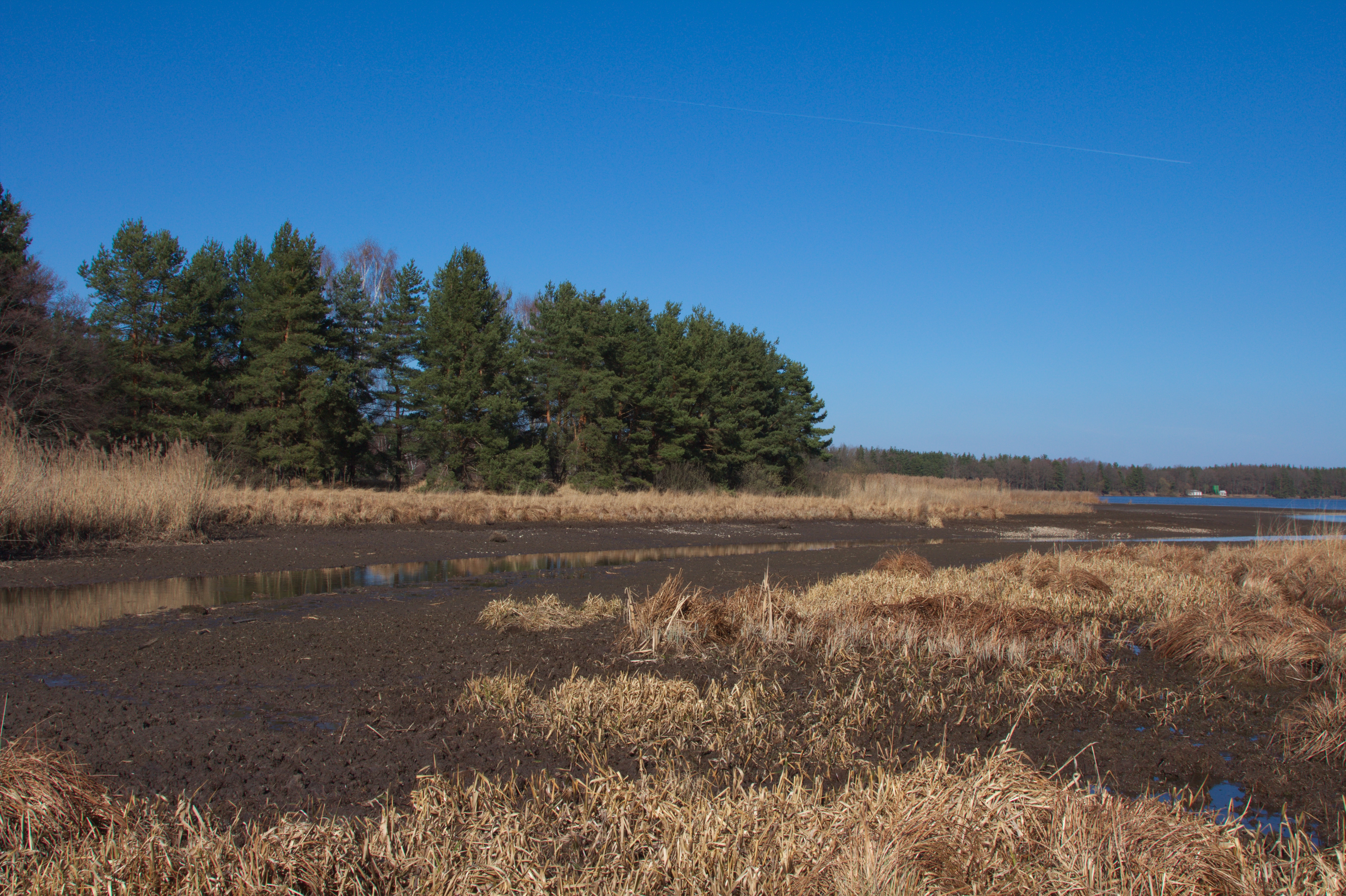
Litorál
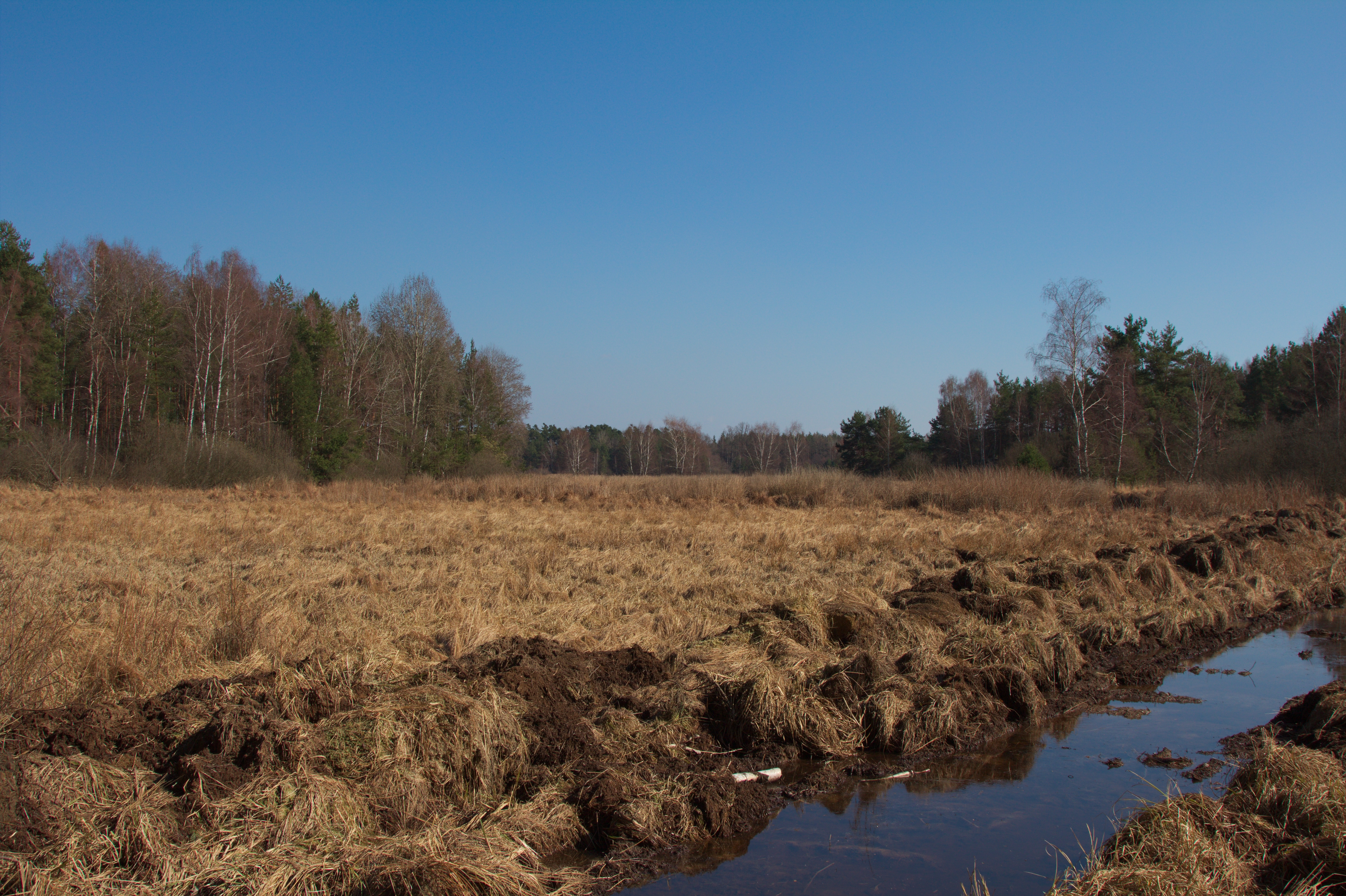
Opatovická stoka
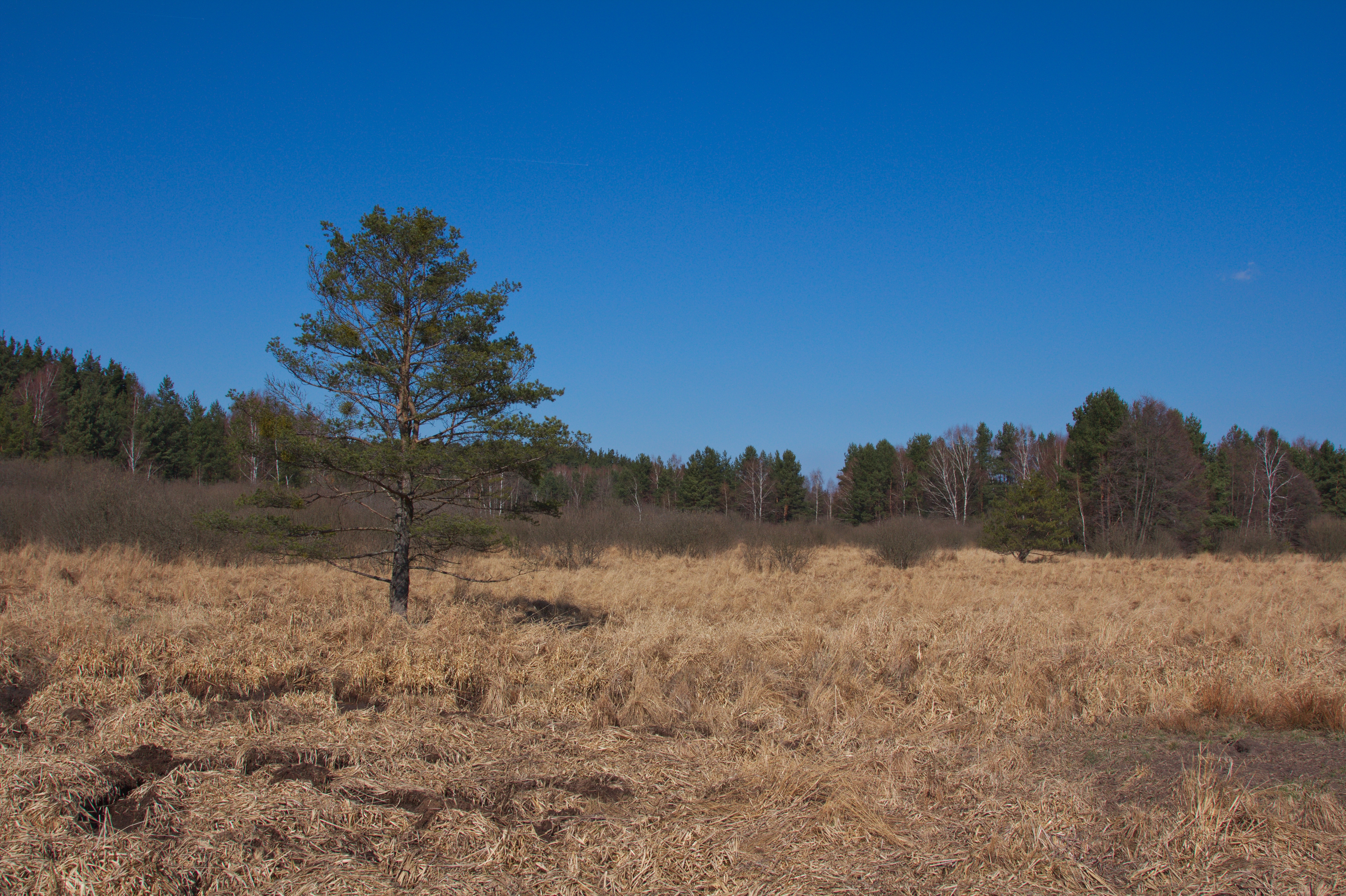
Slatiniště